# Oboe de amor
El oboe de amor (del italiano: oboe d'amore ‘oboe de amor’) es un instrumento de viento madera de doble lengüeta y tubo cónico. Es un miembro de la familia del oboe, muy parecido a este. Es ligeramente más largo que el oboe, tiene un tono menos firme, pero más tranquilo y sereno, y es considerado como el miembro mezzo-soprano o alto de la familia. Es un instrumento transpositor y suena una tercera menor descendente a su notación musical, es decir, en la. La campana tiene forma de bulbo y el instrumento emplea un bocal, parecido al del corno inglés, pero es más pequeño.
El oboe de amor fue inventado en el siglo XVIII y fue empleado por primera vez por Christoph Graupner en Wie wunderbar ist Gottes Güt. Johann Sebastian Bach escribió varias piezas — un concierto, algunas de sus cantatas (incluida la BWV 147 y BWV 120 entre otras), y el movimiento titulado "In Spiritum Sanctum" de su Misa en si menor — para el instrumento. Georg Philipp Telemann también ocasionalmente empleaba el oboe de amor.
Tras ganar popularidad a finales del siglo XVIII, el oboe de amor cayó en desuso durante aproximadamente un siglo hasta que compositores como Richard Strauss (por ejemplo en la Sinfonía doméstica donde el instrumento representa un niño), Claude Debussy (por ejemplo en "Gigues", perteneciente a Images para orquesta , donde el oboe de amor tiene un largo pasaje de solo), Maurice Ravel, Frederick Delius y otros empezaron a usarlo de nuevo al final del siglo XIX. Puede escucharse en obras de Tōru Takemitsu "Vers, L'Arc-en-Ciel, Palma", pero su uso más famoso en obras modernas es, quizás, en el Bolero de Maurice Ravel donde el oboe de amor sigue al requinto para volver al tema principal.
Hay muy pocos intérpretes del oboe de amor conocidos que se dediquen exclusivamente a este instrumento. Quizás el más conocido sea Jennifer Paull, nacida en Gran Bretaña, donde estudió oboe en Londres pero se decantó por el oboe de amor y ha grabado numerosos CD.
Hoy en día hay muy pocos fabricantes de oboe de amor y se emplea en pocas piezas. Este hecho, unido al alto coste que ronda los 12000 € hace que los oboístas lo alquilen cuando la pieza lo requiere.

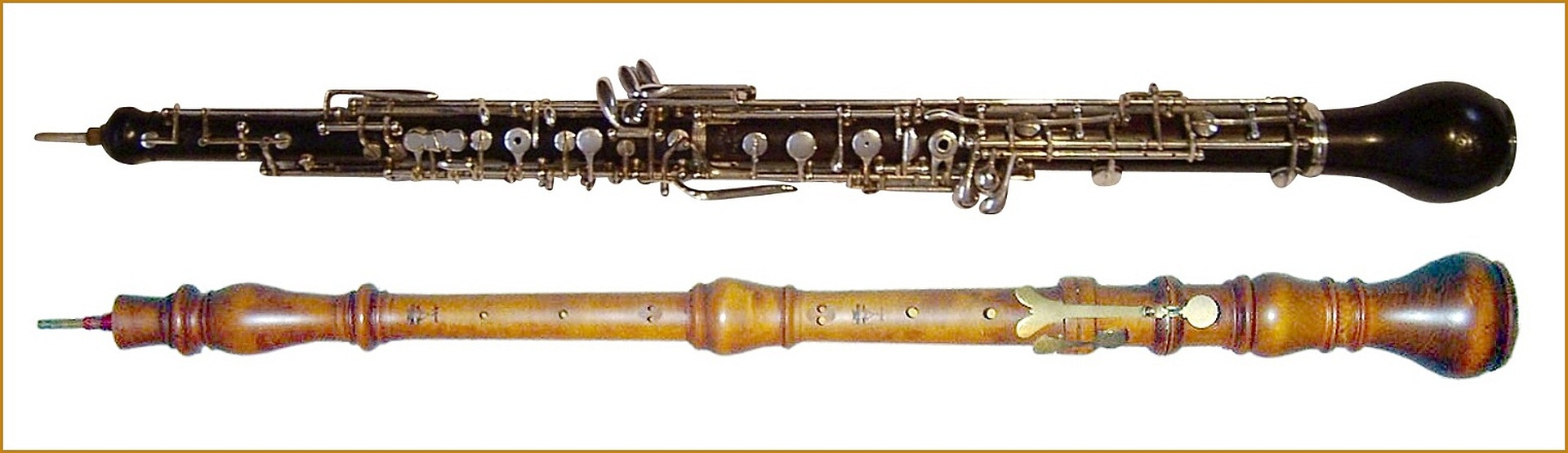
Oboe de amor moderno y barroco